# NGC 3796
NGC 3796 ist eine Zwerggalaxie mit aktivem Galaxienkern vom Hubble-Typ S? im Sternbild Großer Bär am Nordsternhimmel. Sie ist schätzungsweise 60 Mio. Lichtjahre von der Milchstraße entfernt und hat einen Durchmesser von etwa 15.000 Lichtjahren.

Im selben Himmelsareal befinden sich u. a. die Galaxien NGC 3770, NGC 3809, NGC 3835.
Das Objekt wurde am 19. März 1790 von Wilhelm Herschel entdeckt.